# Iron Duke-klass
Iron Duke-klassen var en klass av fyra dreadnought-slagskepp som byggdes för Royal Navy före första världskriget. Klassen bestod av fyra fartyg: Iron Duke, Marlborough, Benbow och Emperor of India. De sjösattes från oktober 1912 till november 1913 och var den tredje klassen av super-dreadnoughts i Royal Navy. Fartygen var i huvudsak upprepningar av slagskeppen i King George V-klassen; de behöll samma tio 34,3 cm kanoner i fem dubbeltorn på mittlinjen. Klassen hade dock förbättrat pansar och en kraftfullare sekundärbeväpning med 15,2 cm kanoner i stället för 10,2 cm pjäser som fanns på de tidigare fartygen.
De fyra fartygen var de mest avancerade slagskeppen i flottan vid första världskrigets utbrott, men de överträffades snart av de fem fartygen i Queen Elizabeth-klassen. De användes alla omfattande under kriget i Grand Fleet, där Iron Duke fungerade som flaggskepp för flottans befälhavare, amiral John Jellicoe. Tre av fartygen, Iron Duke, Benbow och Marlborough, var närvarande vid Skagerrakslaget; Emperor of India missade slaget eftersom hon låg i docka för ombyggnad. De fyra slagskeppen i Iron Duke-klassen hade begränsad aktiv tjänstgöring efter krigsslutet; de blev alla demilitariserade enligt villkoren i Londonfördraget som undertecknades 1930. Iron Duke reducerades till ett utbildnings- och depåfartyg och behölls i den rollen fram till 1946 då hon skrotades. Benbow skrotades 1931 och Marlborough följde 1932. Emperor of India sänktes som ett målfartyg 1931, men bärgades senare för att skrotas 1932.

## Design

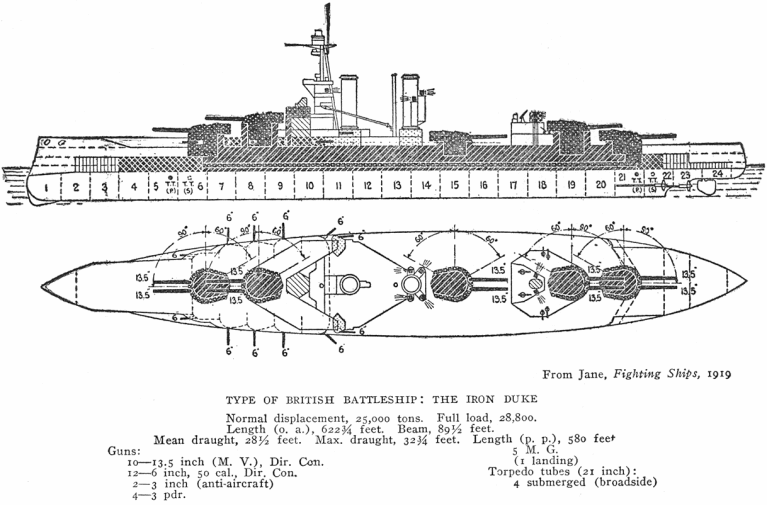
Ritning som visar ett Iron Duke slagskepp, från Jane's Fighting Ships 1919

### Generella egenskaper
Fartygen i Iron Duke-klassen var totalt 189,8 meter långa och hade en bredd på 27,4 meter och ett djupgående på 8,8 meter, vilket var en ökning med 7,7 meter i längd och 1 meter i bredd jämfört med de föregående fartygen i King George V-klassen. De hade ett deplacement på 25 400 ton.
Fartygen drevs av fyra Parsonturbiner. Ånga till turbinerna levererades av 18 Babcock & Wilcox- eller Yarrowpannor. Motorerna hade totalt 29 000 axelhästkrafter och gav fartygen en toppfart på 21,5 knop (39,8 km/h). Iron Duke och hennes systerfartyg hade en bränslekapacitet på 3 300 ton kol och 1 050 ton olja. Detta möjliggjorde en maximal räckvidd på 7 780 nautiska mil (14 410 km) vid en marschfart på 10 knop (19 km/h).

### Bestyckning

#### Huvudartilleri

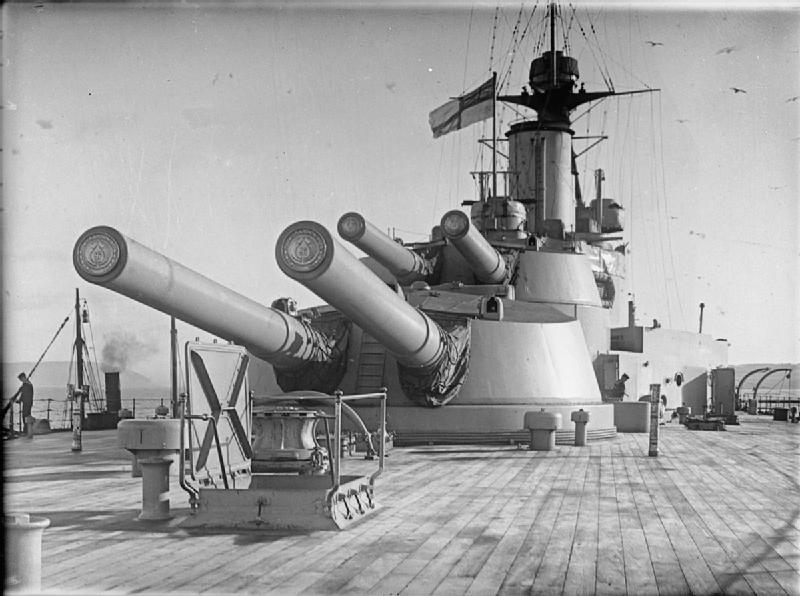
Emperor of Indias bakre (X och Y) kanontorn

Fartygen i Iron Duke-klassen hade ett huvudbatteri med tio 34,3 cm Mk V(H)-kanoner i fem dubbeltorn, alla monterade på mittlinjen. Två torn var placerade i ett par framåt ("A"- och "B"-tornen), ett torn mittskepps - "Q"-tornet - direkt efter de två skorstenarna, och två i ett par akter om överbyggnaden ("X"- och "Y"-tornen). Mk II-kanontornen vägde 610 ton och medgav sänkning till -5° och elevation upp till 20°. De främre och bakre kanontornen kunde vridas 150° i båda riktningarna från mittlinjen, medan "Q" hade en mycket mer begränsad räckvidd. "Q" kunde beskjuta mål på en båge från 30° till 150° från mittlinjen på fartygets båda sidor.
Kanonerna kunde avfyra 1,5-2 skott per minut. Mk V-kanonen hade en mängd olika granater, inklusive högexplosiva och pansarbrytande granater, som alla vägde 635 kg. Kanonerna laddades med MD45-drivladdningar som vägde 135 kg och förvarades i silkespåsar. Detta gav en mynningshastighet på 759 meter per sekund. Vid maximal höjd på 20° hade kanonerna en räckvidd på 21 710 meter, men vid den maximala effektiva höjd på 15° var räckvidden något kortare, cirka 18 290 meter. Vid ett avstånd på 9 144 meter kunde kanonen penetrera upp till 318 mm av pansar av cementerat stål, den typ som användes på samtida tyska dreadnoughts.

#### Sekundärartilleri

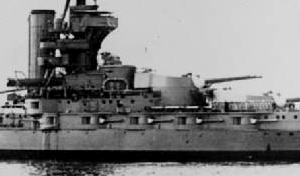
Styrbordssida sekundärbatterier på HMS Marlborough

Det sekundära batteriet bestod av tolv 15,2 cm Mk VII-kanoner enkelmonterade i kasematter på skrovet runt den främre överbyggnaden. Dessa kanoner valdes eftersom 10,2 cm kanonerna på tidigare slagskepp ansågs vara för svaga och ha för kort räckvidd för att effektivt bekämpa torpedbåtar med nyare, kraftfullare torpeder. Amiral Jackie Fisher hade motsatt sig idén om att utöka det sekundära batteriet, även om han drog sig tillbaka från posten som Förste sjölord 1910. Som ett resultat av detta fick Iron Duke-klassen, som konstruerades 1911, den större 15,2 cm kanonen.
Dessa kanoner avfyrade 45,4 kg granater med en hastighet på 5-7 per minut. Granaterna avfyrades med en mynningshastighet på 846 m/s, även om kanonerna kunde uppnå högre hastigheter. Den reducerades för att standardisera prestandan hos alla 15,2 cm kanoner i flottan, vilket skulle förenkla räckviddsberäkningarna för kanoner av samma kaliber. Kanonerna kunde höjas till 20°, vilket möjliggjorde en maximal räckvidd på 14 450 meter.

#### Luftvärn och torpedtuber
Iron Duke var det första brittiska slagskeppet som utrustades med luftvärnskanoner. År 1914 monterades två 7,6 cm QF-kanoner i aktern på överbyggnaden, främst för att försvara sig mot tyska luftskepp. Kanonerna hade en eldhastighet på mellan 12 och 14 skott per minut och förväntades avfyra cirka 1250 granater innan de behövde bytas ut eller repareras. Granaterna som avfyrades hade en högexplosiv stridsspets och vägde 5,67 kg. De var manuellt styrda och hade ett maximalt effektivt tak på 7 160 meter.
Som brukligt var för slagskepp under denna tid var fartygen i Iron Duke-klassen utrustade med nedsänkta torpedtuber. Fartygen hade fyra 53,3 cm torpedtuber, två på varje sida, som avfyrade Mk II-torpeder som bar en TNT-stridsspets på 234 kg. De hade två hastighetsinställningar; 31 knop (57 km/h) och 45 knop (83 km/h). Vid 31 knop var räckvidden 9 830 meter, men vid 45 knop var räckvidden betydligt mindre, ungefär 4 100 meter.

### Pansar
Slagskeppen i Iron Duke-klassen hade ett 305 mm tjockt pansarbälte över fartygets centrala delar, där ammunitionsmagasin, maskineriutrymmen och andra viktiga delar av fartyget fanns. Bältet smalnade av till 102 mm mot fören och aktern. Barbetterna som innehöll huvudkanontornen var 254 mm på sidorna och 75 mm på baksidan, där granater hade mindre chans att träffa. Själva tornen var 280 mm tjocka på sidorna. Fartygens pansrade däck var mellan 25 och 65 mm tjocka.

## Skepp i klassen
| Nanm             | Varv                       | Kölsträckt      | Sjösatt          | Tagen i tjänst   | Öde                     |
| ---------------- | -------------------------- | --------------- | ---------------- | ---------------- | ----------------------- |
| Iron Duke        | HM Dockyard, Portsmouth    | 12 januari 1912 | 12 oktober 1912  | 10 mars 1914     | Skrotad i Glasgow, 1949 |
| Marlborough      | HM Dockyard, Devonport     | 25 januari 1912 | 24 oktober 1912  | 2 juni 1914      | Skrotad i Rosyth, 1932  |
| Benbow           | William Beardmore, Glasgow | 30 maj 1912     | 12 november 1913 | 7 oktober 1914   | Skrotad i Rosyth, 1931  |
| Emperor of India | Vickers, Barrow-in-Furness | 31 maj 1912     | 27 november 1913 | 10 november 1914 | Skrotad i Rosyth, 1932  |